# Éflornithine
L'éflornithine (α-difluorométhylornithine, DFMO) est un médicament susceptible d'agir contre la maladie du sommeil et l'hirsutisme facial.
Il fait partie de la liste des médicaments essentiels de l'Organisation mondiale de la santé (liste mise à jour en avril 2013).